# Нью-эйдж

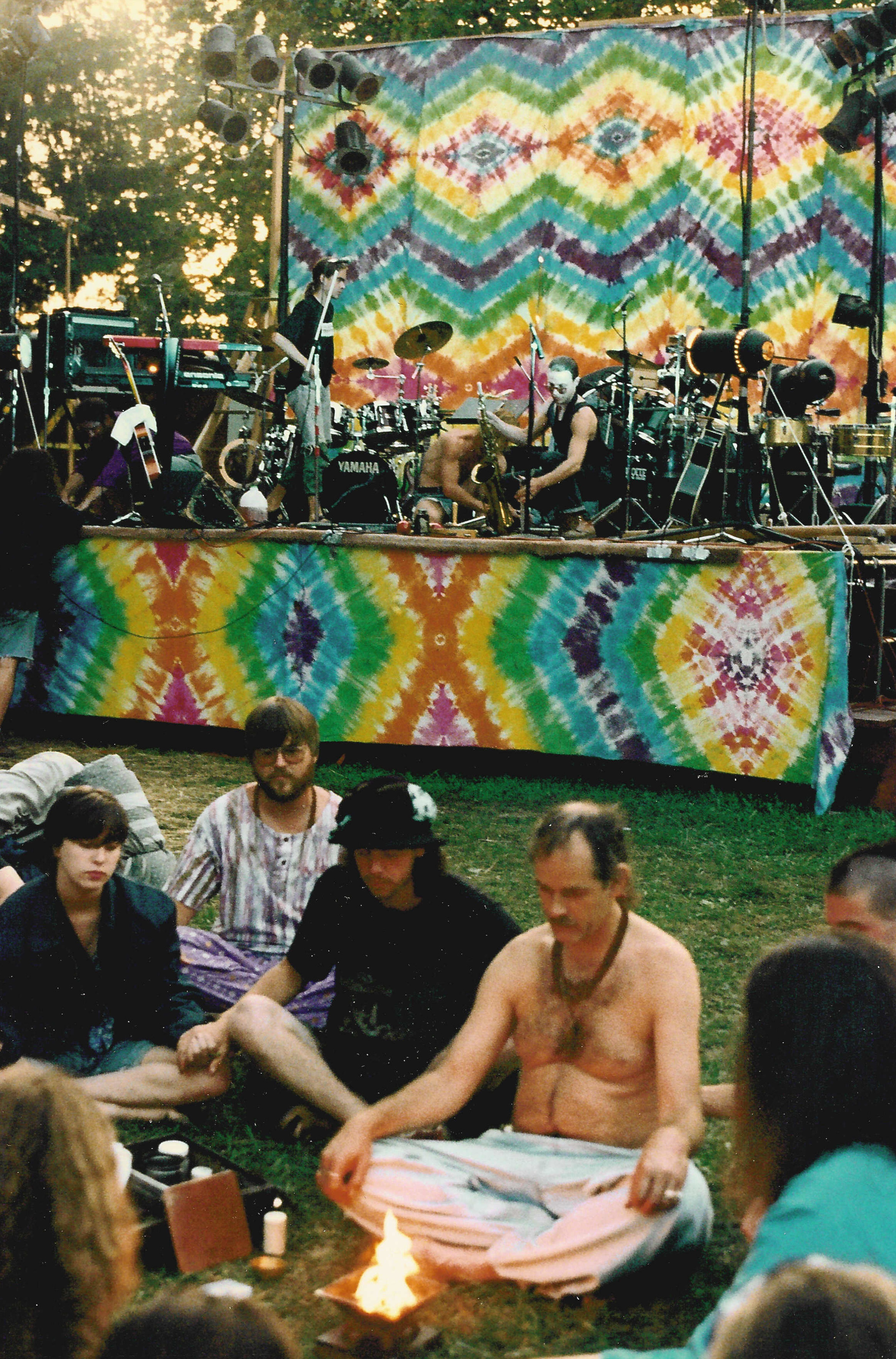
Группа медитации нью-эйдж на фестивале Snoqualmie Moondance, 1992

Нью-эйдж (англ. New Age, буквально «новая эра»), религии «нового века» — мистическая вера в грядущую эру духовного просветления, религиозного единообразия, мира во всём мире и эволюционного продвижения человека к божественности; неструктурированое децентрализованое западное новое религиозное движение, продвигающее эти идеи и объединяющее различные религиозные и квазирелигиозные культы и группы, противопоставляющие себя иудейской и христианской традициям.
Сторонников движения объединяет ожидание «великого преобразования», наступления новой эпохи (New Age), которая должна прийти на смену современной культуре. Утверждается, что эта грядущая культура гораздо более совершенна, чем нынешняя. Для New Age характерны эсхатологические ожидания. Вольные и невольные адепты учения вовлечены в циклы ожидания необычных «событий вселенского масштаба», которые назначаются на определённые даты. Неоднократно лидерами New Age назначался «конец света». Паскаль Буайе относит нью-эйдж к категории утешительных религий, призванных выработать обнадеживающий взгляд на мир.
Движение появилось в 1970-е годы в результате ряда изменений и процесса коммерциализации в западной молодёжной субкультуре 1960-х годов. Обычно считается, что основу идей нью-эйдж создала британо-американский оккультист и писательница Алиса Бейли. Основой нью-эйдж стали психоделическая мистика и протестные настроения, направленные против традиционных религиозных институтов. Источники нью-эйдж составили также разнообразные оккультно-мистические учения, созданные в конце XIX — начале XX веков, такие как современный герметизм и магическое учение, модернизированное Папюсом (Жераром Анкоссом), теософия Елены Блаватской, антропософия Рудольфа Штайнера, агни-йога Елены Рерих и Николая Рериха, мистицизм Георгия Гурджиева, Петра Успенского и Омраама Айванхова. Другим корпусом источников стали традиционные религии, в особенности восточные, откуда движением нью-эйдж были заимствованы различные магические практики и методики, по мнению адептов позволяющие достичь непосредственного мистического опыта. Важную часть в учениях нью-эйдж составляет псевдоэкологическая мифология и представления о чудесных свойствах таких объектов, как пирамиды и драгоценные камни.

## Терминология и понятие
В узком смысле термин используется для описания идеологически и иногда организационно связанных религиозных движений, идеологи которых оперируют понятиями «Новая эра», «Эра Водолея» и «Новый век», а также иногда именуют себя таким образом. Эти движения зародились и сформировались в своих основных чертах в XX веке, но продолжают активно действовать и по сей день. В основании учения некоторых из движений в духе «Новой эры» — теософские взгляды, однако к ним близки и объединения на другой идеологической основе, например, последователи Бруно Грёнинга. При этом члены одной организации могут одновременно сочувствовать идеологам родственных движений и участвовать в их работе, переходить из одной группы в другую. Именно из-за того, что речь часто идёт об одних и тех же людях, некоторые исследователи предлагают использовать обобщающее название New Age для всех групп с близкой идеологией.
Понятие New Age часто относится как к утопическому ожиданию, так и к конкретной грядущей эпохе, которая имеет много названий в различных контекстах: «Эра Водолея» (астрология), «Новый мировой порядок» (политика), Benign Conspiracy (социальный активизм), «личная трансформация» (психология), «единство в разнообразии» (антропология), «квантовый скачок» или «новое человечество» (эволюционные представления), гипотеза Геи (экология), «духовный гуманизм» (философия) и «План Мастеров» (оккультная религия). Даже самые секуляризированные варианты New Age предполагают духовное пробуждение для перехода к этой новой эре; поэтому любую структуру, продвигающая New Age, является в своей основе религиозной.

## Основные положения мировоззрения
В нью-эйдж отсутствует строго определённая доктрина вероучения, но имеется ряд положений, в некоторой мере разделяемых большинством последователей. Согласно нью-эйдж, христианская «эра Рыб» уступит новой «эре Водолея», представляемой как время, в которое будут преобладать эзотеризм, мистика и магия. Эти наименования «эр» учения нью-эйдж заимствовали из астрологических представлений. Сознание представлено в качестве не ограниченной в пространстве и времени высшей реальности, или Абсолюта. Эмпирическое, конкретное сознание человека учения включает в рамки эволюционного, развивающегося по восходящей процесса реинкарнаций. В нью-эйдж считается, что у человека существуют скрытые сверхъестественные способности, которые он способен и обязан в себе развивать. Исторический процесс рассматривается в качестве духовного прогресса, направляемого высшими существами, такими как «бессмертные маги», «махатмы», «космическая иерархия», инопланетяне и др.
Для всех адептов характерен ряд общих черт: почитание Вознесённых Мастеров (иерархии божественных сущностей) и преданность их «посланиям», особенно «Плану»; участие в мистическом опыте, который пробуждает и развивает высшее сознание, ведущее к возможности взаимодействия с «духовными наставниками»; непоследовательность в философии и поведении, результат иррационалистических убеждений, материальной реальности и объективных моральных стандартов; пантеизм, вера в вечное коллективное сознание («Групповой разум») и потенциальную божественность человечества; вера в индуистские законы кармы, как личной, так и коллективной; вера в высший вид людей, который, согласно теософии, возникнет из «арийской расы» и заменит собой нынешнюю человеческую расу; стирание всех религиозных разногласий и «сепаратизма», приносящее победу «силам Света»; вера в единый мир, управляемый Мастерами, которые будут «затмевать» или, возможно, вселяться в тела человеческих лидеров.
Последние три предписания требуют предварительного устранения групп и идей, которые отвергают основные принципы New Age. Эти группы и идеи, с точки зрения New Age, заражены «вирусом сепаратизма», смертным грехом, сдерживающим человеческую эволюцию. Природа, понимаемая как божественная сущность, должна способствовать процессу этого устранения, «очистив» землю от человеческих носителей сепаратизма через катастрофы, эпидемии, голод и «естественное» вымирание. Реинкарнация, одно из центральных убеждений New Age, интерпретирует перспективу миллионов смертей как благотворную даже в качестве жертв, потому что смерть в представлениях New Age это не потеря жизни, а скорее продвижение к следующей жизни, где непригодные для Нового Человечества могут в конечном итоге стать пригодными.
Французский антрополог Паскаль Буайе указывает на следующие особенности мировоззрения New Age, называя их тешащими самолюбие и «льющими бальзам на душу»:

Оно утверждает, что люди — все до единого — обладают огромной «силой» и нет такого интеллектуального или физического подвига, который был бы им не по плечу. Согласно этому учению, все мы связаны с таинственными, но по сути своей благосклонными силами Вселенной. Здоровье можно укрепить за счет внутренней духовной стойкости. Человек по природе своей добр. Большинство людей до нынешней жизни прожили другую, весьма интересную.
Необходимым условием наступления грядущей Новой Эры считается устранение национализма и других «резистентных» идеологий, относящихся к «старой» или устаревшей эпохе; такие идеологии и их носители определяются как «сепаратистские» препятствия на пути всемирного божественного единства. Хотя New Age провозглашает все религии приемлемыми — и действительно, многие приверженцы пытаются жить по этому правилу — основополагающая литература New Age осуждает одну религию как совершенно не подходящую — исторический («ортодоксальный») иудаизм. Это восприятие распространяется на любое еврейское влияние, которое прослеживается в произошедших от иудаизма религиях, христианстве и исламе. Иудейская декларация универсальной морали, вера в трансцендентного Бога, отрицание множественности божеств (особенно «человеческих» божеств) и существенная связь с материальным миром — всё это несовместимо с философией New Age и рассматривается как серьёзный вызов её целям религиозного единообразия. Сионизм, который поддерживает еврейское самоопределение на исторической родине, неприемлем как соединение национализма и еврейской идентичности, двух форм осуждаемого New Age «сепаратизма». Создатели New Age Блаватская и Бейли, выступая от имени Мастеров, особенно критиковали иудейское восприятие Бога и иудейскую Библию, утверждали, что они должны быть устранены в первую очередь, поскольку они настолько искажают «истину», что ставят под угрозу само духовное выживание человека.
Эта враждебность к еврейской религии и идентичности дополняется неприятием еврейского народа, воспринимаемого как «раса». С точки зрения New Age, обладая древним инопланетным происхождением и будучи в прошлом духовно развитыми, евреи, однако отжили своё и были обмануты, став орудиями «Тёмных сил», обладающих таинственной космической энергией, заставляющей человечество принять «сепаратизм» и «материализм». Эта сила коллективно используется евреями как «расой» на протяжении веков и приводит к накоплению негативной «расовой кармы», которая преследует их на протяжении поколений, обуславливает и объясняет их необычайно частые и тяжелые страдания от преследований со стороны других народов. Из-за своих врожденных духовных и расовых «недостатков» евреи не подходят для грядущей Новой Эры — и, что ещё важнее, они препятствуют её наступлению. Авторы New Age отмежёвываются от обвинений в антисемитизме: они утверждают, что не испытывают ненависти к евреям за их состояние, так же как носителей СПИДа нельзя ненавидеть за то, что они больны. Однако евреи, согласно New Age, представляют «мировую проблему», которую необходимо решить, чтобы остальное человечество могло войти в Новый Век. Только отказавшись от всех следов еврейской идентичности, евреи могут надеяться получить индивидуальное «излечение», которое включает в себя подчинение кармическому очищению через страдания и смерть с целью достичь лучшего (нееврейского) состояния в следующей жизни. Многие приверженцы New Age не знают об этих основополагающих для New Age положениях. Эти идеи в учениях New Age могут быть представлены как жизненно важные компоненты Божественного Плана и раскрываться только ученикам, считающимся готовыми к такой деликатной информации. такой взгляд был сформулирован в трудах Алисы Бейли и Елены Блаватской, наиболее часто цитируемых источниках в учениях New Age.
В отличие от преобладающего линейного восприятия времени, характерного для западного мира, в нью-эйдж, как в буддизме и индуизме, распространено восприятие времени как относительного и циклического процесса. В частности, цикличность (замкнутый круг) времени выражена в календаре майя, используемом в Нью-эйдж. Ряд течений и авторов (Экхарт Толле, Ли Кэрролл, современные интерпретации буддизма, особенно на базе дзэн, течения, основанные на различных направлениях йоги, и другие) предлагают воспринимать время единым и цельным. Концепция, подразумевающая целостность прошлого, настоящего и вариантов будущего, обсуждается в New Age. По мнению авторов нью-эйдж, с точки зрения потустороннего мира время является значимой иллюзией. Авторы New Age подчёркивают трансцендентный характер времени, высказывают мнения, выходящие за рамки линейной концепции понимания времени, говорят о необходимости развития так называемого «межпространственного» восприятия реальности[уточнить], подразумевающего, в том числе, осознание относительности и иллюзорности времени.

## Практика и движение
New Age имеет разнообразную практику, которая варьируется от магической, такой как гадание, до сложных психотехник. Имеют распространение неошаманизм и ченнелинг — вариация спиритизма. Нью-эйдж может рассматриваться как попытка в рамках постмодернистской культуры переосмыслить и трансформировать разные варианты таких практик, как магия, колдовство, мантика и мистика. Нью-эйдж в своей практике в целом является сравнительно технологично продвинутым и ориентированым на конкретный заявленный авторами «результат» — «исцеления», «оздоровления», «решения финансовых проблем», «достижения мистического опыта» и др. В отличие от практик традиционных религий, поклонение высшим силам занимает здесь небольшое место.
Как движение New Age в значительной степени является неструктурированным и децентрализованным. Имеет большое число самоназванных лидеров, заявляющих о прямом общении с божественными существами.
New Age в своих организационных формах весьма разнообразен. С одной стороны, для него характерными являются клиентские, аудиторные и харизматические культы, часто обладающие сетевой структурой и конкурирующие одни с другими в пределах развивающегося «рынка духовных услуг». С другой стороны, в нью-эйдж постоянно формируются структуры с вертикальной иерархией. Распространёнными являются смешанные формы, включающие как широкий клиентский культ, так и немногочисленное ядро тех, как воспринимается как «профессионалы». Эти формы представляют собой харизматический культ либо жёстко структурированную группу. Сюда могут быть отнесены культы таких авторов, как Карлос Кастанеда, Раджниш (Ошо), Сатья Саи Баба, «Ашрам Шамбалы» Константина Руднева и др.
Число последователей New Age исследователи могут определить лишь приблизительно. Большая часть адептов движения не называет себя собственно сторонниками, приверженцами New Age; их самоназвание может быть основано на имени своего харизматического лидера; они могут определять себя в качестве язычники или неоязычников; вовсе не указывать свою религиозную принадлежность. Как связанные с «New Age» самоидентифицируются только несколько десятков тысяч человек. Однако доля жителей стран Западной Европы, Америки и России, кто верит в астрологию, которая может выступать как наиболее популярный культ в рамках New Age, составляет не менее 40 % взрослого населения этих регионов — около 300 млн человек. Однако большая часть этих участников в рамках социологических опросов идентифицируют себя в качестве последователей христианства.

## Зарождение
Понятие New Age широко распространилось в западных средствах массовой информации и литературе в начале 1980-х годов, однако зародилось оно значительно раньше. В XX веке нью-эйдж уже существовал как развитая субкультура, отдельные элементы которой сложились ещё в предыдущем столетии. Предшественниками нью-эйдж были оккультные течения конца XIX — начала XX века.
По мнению большинства учёных, термин New Age был введён теософом Еленой Блаватской (1831—1891). Её идеи в дальнейшем были развиты оккультистом Алисой Бейли (1880—1949). Однако сторонники и критики сходятся во мнении, что философия New Age существовала на протяжении тысячелетий в рамках более старых религий и эзотерических систем, которые свободно заимствовали друг у друга элементы. В качестве примеров часто приводят гностицизм, масонство, тибетский буддизм, индуизм и различные этнические религии (египетская, норвежская, майянская и др.).
Некоторые возводят происхождение New Age к ещё более раннему периоду, к древней вавилонской религии. Многие мистики New Age приписывают его мифической Атлантиде, которая, по их мнению, была древней, духовно просветлённой цивилизацией, но погибла во время великого потопа, известного из иудейско-христианской традиции. Согласно New Age, духовное знание Атлантиды, называемое «Древней [или Вечной] Мудростью», было передано бестелесными духовными существами («Вознесёнными Мастерами») избранным («каналам» и «аватарам»), а затем — через избранных учителей («мастеров» и «хранителей») — ученикам различных уровней («посвященным» и «адептам»). Учения держались в секрете от враждебных сил с помощью зашифрованных историй и кодированного языка («ширм»), сохраняясь до того дня, когда человечество снова будет готово открыто принять Мастеров и вернуться к духовным высотам Атлантиды.
Утверждается, что в XX веке хранители New Age получили директивы от Мастеров начать всемирную индоктринацию Вневременной Мудростью, которая постепенно росла в соответствии с ростом социальной терпимости. Эта деятельность представлена в многочисленных организациях и проектах под разными наименованиями: «Движение за потенциал человека», «World Core Curriculum», «Всемирные служители», «Lucis Trust», «Планетарная инициатива», «Share International», «Фонд Финдхорна», «Государственный форум мира».
Бывшая христианка, оккультист Алиса Бейли, чьи идеи составили основу New Age, утверждала, что в возрасте пятнадцати лет (в 1895 году) ей явился «Вознесённый Мастер», что стало первым из многих психических переживаний, которые привели её к принятию оккультного божества Майтрейи в качестве «Христа». Через некоторое время после открытия Теософского общества (в 1917 году) Бейли экспериментировала с ченнелингом (получение предписаний от сверхъестественных духовных наставников), что привело её к созданию первой книги «Посвящение, человеческое и солнечное» (1922). За этим дебютом последовало не менее двадцати пяти других книг, двадцать из которых она приписала ченнелингу (обычно от Джуал Кхула). Её самая известная работа — «Великий призыв» (1945), представленная публике как универсальная молитва о мире, но рассматриваемая учениками Бейли как оккультная формула, которая наделяет силой «Учителей» всякий раз, когда её читают. Наиболее влиятельные работы Бейли — все они позиционируются как результат ченнелинга — включают «Трактат о белой магии» (1934), «Ученичество в Новом веке» (1944, 1955), «Проблемы человечества» (1947), «Новое явление Христа» (1948), «Образование в Новом веке» (1954), «Экстернализация Иерархии» (1957) и «Лучи и посвящения» (1960).

## История
Нью-эйдж обрёл популярность в результате культурного и духовного кризиса, который назрел в западной культуре, а также проникновения в общественное сознание идей и концепций из других религиозных культур (индуизм, буддизм, шаманизм и т. д.), распространения неоязычества на почве неформальных общественных объединений и маргинальных социальных групп. Многие люди утратили доверие к институту церкви, утрачивают влияние традиционные социальные институты. Пустующую нишу заняли религиозные движения, которые часто объединяют под названием нью-эйдж, ставшие заменой традиционным западным культурным и религиозным традициям.
Движение зародилось и сформировалось на основе получивших популярность уфологических религий 1950-х годов и духовного утопизма 1960—1970-х годов.
Многие наблюдатели считают 1975 год поворотным для начала огласки New Age и ссылаются на «Заговор Водолея» Мэрилин Фергюсон (1980) как на первый открытый манифест New Age. С этого времени апологеты стали всё более открыто говорить о целях и методах, продвигая свои взгляды в средствах массовой информации, общественном образовании, сфере развлечений и в Интернете. В результате эзотерические термины New Age вошли в повседневный язык, а классические тексты, ранее скрытые от общественного внимания, становились всё более доступными.
К концу 1970-х движение достигло наибольшего расцвета на Западе в процессе развития независимых теософских групп Великобритании и других стран. Термин New Age был популяризован в сочинениях Алисы Бейли, позиционировавшей себя в качестве духовной наследницы Теософского общества, и в широком смысле означает ориентацию на ожидаемый эпохальный скачок в социальном, духовном и ментальном развитии человечества, который приведёт к возникновению новой и намного более совершенной культуры — к «Эпохе Водолея». В 1970-х годах движение фокусировалось на общественных ценностях и традиционной морали, подчёркнутой альтруистической любви и служению человечеству. В 1980-х годах на Западе движение стало частью ещё более широкого явления, также называемого New Age, — большое количество людей, мыслящих альтернативно по отношению к окружающей культуре, стало искать возможности личностного духовного роста, образовав своего рода «духовный рынок», постепенно всё более и более коммерциализирующийся, где каждый мог найти и выбрать те идеи и ценности, которые ему по душе. Таким образом в нью-эйдж был осуществлён постепенный переход от общественно-ориентированных к личностно-ориентированным ценностям. Испытав влияние идей традиционных восточных религий и философий, ставших общедоступными, а также под воздействием западного секуляризма и научного материализма, современный нью-эйдж стал представлять собой вид секуляризованного эзотеризма, во многих своих проявлениях — гибрид традиционного для эзотеризма холистического взгляда на мир, управляемый невидимыми силами, и популярных научных представлений о природе, подчиняющейся естественным законам. Для современного нью-эйдж характерно отрицание своей религиозности и «социальная мимикрия» под общественно-гуманитарные учения и практики — культурологические, просвещенческие, оздоровительные, спортивные, образовательные и другие.
Крупное международное сообщество нью-эйдж образовалось в Шотландии в 1962 году под названием «Фонд Финдгорна» (Findhorn Foundation).

## Нью-эйдж и медицина
Под влиянием нью-эйдж возникло немало течений целительства, использующих различные приёмы нетрадиционной медицины — от народных знахарских рецептов и шаманских церемоний до психотерапии и сложных методик «биолокации организма» с применением специального оборудования. Данные методики имеют различную степень эффективности и полезности и осуществляются как в легальной, так и полулегальной и в нелегальной форме.

## Культурное влияние
Быстрое распространение идей и предметов в духе «Новой эры» происходит посредством современных средств связи и маркетинговых технологий. Во многих популярных газетах и на интернет-сайтах имеется большое число объявлений об открытии новых клубов для «духовного развития», «улучшения кармы» и проч. В широких массах населения прочно укореняется специфический для New Age лексикон, включающий, например, такие выражения, как «энергетический вампиризм», «аура», «энергетика» и др.
New Age также называют популярный жанр музыки (музыка нью-эйдж), возникший независимо от идеологии «нью-эйдж». Этот жанр характеризуется сочетанием старинной этнической или религиозной музыки с расслабляющей электроникой. Среди представителей этого жанра — Карунеш, Гови, Китаро, Чинмая Данстер, Янни и другие. Музыка в стиле нью-эйдж Дойтера и Карунеша использовалась в качестве фона для медитаций Ошо. Но в целом музыка «нью-эйдж» кроме названия почти никак не связана с религиозными движениями. Многие музыканты, играющие в этом жанре, относят себя к христианам (Эния и Мойя Бреннан, лидер Era Эрик Леви), атеистам (лидер Gregorian Франк Петерсон) или агностикам (лидер Enigma Мишель Крету, Сюзанна Дусе), а некоторые (Эния) выступают против самого ярлыка «нью-эйдж».

## В России
Движение нью-эйдж получило развитие и в России, где появились как западные, так и специфически российские организации и объединения. Такого рода группы нередко позиционируют свои учения не как религиозные, а как культурологические, оздоровительные, просвещенческие, образовательные или спортивные. Некоторые российские исследователи рассматривают группы движения нью-эйдж как разновидность деструктивных культов.
На развитие нью-эйдж в России большое влияние оказали идеи учения Елены и Николая Рерихов Живая Этика (Агни Йога), а также возникшее в 1990-е годы рериховское движение почитателей Агни-Йоги. Однако наряду с рериховским учением в Россию с 1980-х годов проникали все те идеи западного «Нового Века», которые были недоступны массовому читателю в советское время.

## Критика

### Научная
Научно-рациональная критика указывает на глубокую субъективность многих положений нью-эйдж, их неповторяемость и непроверяемость для экспериментов, псевдонаучность некоторых учений. Критике подвергаются не имеющие научного обоснования способы лечения, использование сомнительных методик и наукообразной терминологии, в частности, понятий «биополе», «персонального магнетизма» и т. д.

Сегодня в России наблюдается очередной всплеск массового интереса к «паранормальным» явлениям. Опять в ходу «биополе», которое экстрасенсы якобы способны видеть как «ауру» различных цветов (что-то вроде нимба). Развилось целое псевдонаучное направление, называемое «биоэнергетикой» или «биоэнергоинформатикой», в котором причудливо сливаются наукообразные басни о торсионных полях, парапсихология, астрология и элементы различных религиозных культов.— Е. Б. Александров

### Религиозная
Некоторые традиционные религии, в частности, основные ветви христианства и ислам относятся к нью-эйдж резко отрицательно и считают, что его адепты подвергают себя большой опасности духовного самообмана. Суфийские течения ислама отрицают принадлежность к традиционному суфизму литературных произведений Г. И. Гурджиева, Инаят Хана, Идриса Шаха.
Значительная часть направлений нью-эйдж критикуется представителем РПЦ, известным деятелем российского антикультового движения А. Л. Дворкиным. Эти направления зачастую обвиняются в использовании манипулятивных техник убеждения и причисляются к деструктивным сектам. Активно критикует различные направления нью-эйдж известный православный публицист и проповедник Андрей Кураев. С критикой движения нью-эйдж выступает известный православный богослов Алексей Осипов.